# Willis Reed
Willis Reed   (Dubach, 25 de juny de 1942 - Houston, 21 de març de 2023) fou un basquetbolista estatunidenc que va competir durant les dècades de 1960 i 1970.
La seva etapa a l'NBA com a jugador la va passar íntegrament als New York Knicks (1964-1974), on fou escollit en primera posició de la segona ronda del draft de 1964. Amb els Knicks es proclamà bicampió, el 1970 i el 1973, sent escollit com a MVP de sengles Finals. La temporada 1969-70 resultà ser la més prolífica de la seva carrera individual: a més d'aconseguir l'anell com a MVP de les Finals, també fou escollit com a MVP de l'NBA, MVP de l'All-Star Game i integrant del primer equip All-NBA; la tripleta de premis MVP resultà ser la primera de la història de la competició.
Una vegada retirat, el 1974, passà a exercir d'entrenador en diversos equips, retirant-se el 1989 als New Jersey Nets. Posteriorment passà a exercir de mànager en aquest mateix equip fins al 1996.
El 1982 va ingressar al Basketball Hall of Fame i el 1997 fou escollit com un dels 50 millors jugadors de la història de l'NBA.